# Рене Морган
Рене́ Мо́рган (англ. Renee Morgan; 30 жовтня 1955) — американська порноакторка.

## Біографія
Народилась 30 жовтня 1955 року.
У 1987 році потрапила в порноіндустрію у віці 32 років, знявшись у порнофільмі «Close Friends» режисера Джануса Рейнера для порностудії Coast To Coast. Знімалась у жанрах лесбійського та жорсткого порно з Ніною Гартлі, Джої Сільверою та багатьма іншими. У 1989 році знялась у першому випуску серії відео «On the Prowl» режисера Джемі Гілліса, який вважається одним з найперших порнофільмів, знятих у жанрі гонзо.
Знімалась для таких порностудій, як Coast To Coast, Vivid, Metro, VCA, Arrow Productions, Leisure Time Entertainment, Evil Angel. 
Усього з 1987 по 1995 знялася в понад 153 порнофільмах.

## Вибрана фільмографія
| Назва                      | Студія             | Рік  |
| -------------------------- | ------------------ | ---- |
| Alice In Blackland         | VCA                | 1988 |
| Kink                       | VCA                | 1988 |
| Bedside Brat               | Vivid              | 1988 |
| Natural Woman              | Metro              | 1988 |
| Strong Rays                | Metro              | 1988 |
| America's Most Wanted Girl | Metro              | 1988 |
| Caught from Behind 11      | Filmco Releasing   | 1989 |
| De Blonde                  | Evil Angel         | 1989 |
| Rock 'n Roll Heaven        | Evil Angel         | 1989 |
| On the Prowl               | Jamie Gillis Video | 1989 |
| Party Doll                 | VCA                | 1990 |
| Playin' Dirty              | VCA                | 1990 |